# Rhopalogaster bella
Rhopalogaster bella är en tvåvingeart som beskrevs av Stanley Willard Bromley 1929. Rhopalogaster bella ingår i släktet Rhopalogaster och familjen rovflugor.
Artens utbredningsområde är Kuba. Inga underarter finns listade i Catalogue of Life.